# Красный Маяк (Красноярский край)
Кра́сный Мая́к — посёлок в Канском районе Красноярского края. Административный центр Терского сельсовета.

## История
В 1932 году основан колхоз «Красный Маяк», положивший основу посёлку. В 1976 году указом Президиума Верховного Совета РСФСР посёлок центральной усадьбы и фермы № 4 совхоза «Красный Маяк» переименован в Красный Маяк.

## Население
| 2010 |
| ---- |
| 1134 |

## Улицы
| - ул. 8 Марта, - пер. Дальний, - ул. Дорожная, - ул. Животноводов, - ул. Заречная, - пер. Зелёный, | - пер. Кооперативный, - ул. Луговая, - ул. Магазинная, - пер. Молодёжный, - ул. Набережная, - ул. Новостройки, | - ул. Победы, - ул. Советская, - ул. Степная, - ул. Строительная, - пер. Трактовый, - пер. Школьный. |